# 제21회 대구단편영화제
제21회 대구단편영화제는 2020년 8월 19일에 열린 시상식이다.

## 수상 및 후보

### 대상
- 그녀를 지우는 시간 - 홍성윤 수상

### 우수상
- 실 - 이나연 외 1명 수상

### 애플시네마 대상
- 외숙모 - 김현정 수상

### 애플시네마 우수상
- 홈 - 전윤진 수상

### 관객상
- 그녀를 지우는 시간 - 홍성윤 수상

### 국내경쟁
- 이별유예 - 조혜영
- 스네일 맨 - 박재범
- 바다가 보인다 - 이창원
- 폭염 - 구지윤
- 틴더시대 사랑 - 정인혁
- 에리카 - 고은주
- 친구집 - 김은성
- 아침이 밝아와도 - 김진환
- 어제 내린 비 - 송현주
- 같은 밤 - 박하윤
- 우주의 끝 - 한병아
- 물건들 - 강민지
- 운조 - 노진
- 비 내리는 날의 양자강 - 차정윤
- 아유데어 - 정은욱
- 굿 마더 - 이유진
- Godspeed - 박세영
- 공간의 끝 - 구정회
- 실 - 이나연 외 1명
- 우리의 낮과 밤 - 김소형
- 정오에서 - 채의석
- 세이레 - 박강
- 드라이빙 스쿨 - 유수진
- 그녀를 지우는 시간 - 홍성윤
- 보글보글 - 이이다

### 애플시네마
- 외숙모 - 김현정
- 조의봉투 - 장주선
- 바람이 지나간 자리 - 권순형
- 노크 - 채지희
- 다섯 식구 - 박찬우
- 데마찌 - 김성환
- 엄마는 무엇을 잊었는가? - 윤진
- 직선은 구부러질 수 있는가 - 이경민 외 1명
- 홈 - 전윤진

### 대구단편신작 (피칭포럼)
- 복날 - 김현진
- 시네필 - 정민우

### 대구단편신작 (딮하고 숏하게)
- 혜림이 - 진현정
- 대리운전 - 이재남

### 로컬존
- 섬 - 김종한
- 납세자 - 김보경
- 초행길 - 남궁연이
- 흔한이름 - 송원재

### 배리어프리
- 찾을 수 없습니다 - 엄하늘
- 밸브를 잠근다 - 박지혜
- 나만 없는 집 - 김현정